# Smittium heterosporum
Smittium heterosporum är en svampart som beskrevs av L.G. Valle & Santam. 2004. Smittium heterosporum ingår i släktet Smittium och familjen Legeriomycetaceae.   Inga underarter finns listade i Catalogue of Life.